# Daniela Maier
Daniela Maier (* 4. März 1996 in Villingen-Schwenningen) ist eine deutsche Freestyle-Skierin. Sie ist auf die Disziplin Skicross spezialisiert.

## Biografie
Maier stammt aus Furtwangen im Schwarzwald und ist Mitglied des Skiclubs Urach. Zunächst war sie alpine Skirennläuferin und startete ab Januar 2012 bei FIS-Rennen und nationalen Meisterschaften. Ende der Saison 2012/13 probierte sie Skicross aus, worauf sie sogleich zu einem Sichtungslehrgang eingeladen wurde. Auf die Saison 2013/14 hin wechselte sie definitiv von den Alpinen zu den Freestylern, ebenso schloss sie 2014 das Skiinternat Furtwangen mit dem Abitur ab. In der Europacup-Saison 2014/15 stand Maier zweimal auf dem Podest (davon einmal als Siegerin) und belegte in der Disziplinenwertung den zweiten Platz, ebenso siegte sie bei den deutschen Meisterschaften. Zum Abschluss des Winters gewann sie bei den Juniorenweltmeisterschaften in Chiesa in Valmalenco die Silbermedaille.
Ihr Debüt im Freestyle-Weltcup hatte Maier am 5. Dezember 2015 im Montafon, wo sie auf den zwölften Platz fuhr und sogleich die ersten Weltcuppunkte holte. Das beste Ergebnis in ihrer Premierensaison war Platz 8 zwei Wochen später in Innichen. Im Verlaufe der Weltcupsaison 2016/17 fuhr sie insgesamt sechsmal unter die besten zehn, wobei sie am 10. Dezember 2016 mit Platz 3 in Val Thorens erstmals auf dem Podest stand. Beim Abschlusstraining zum Weltcuprennen auf dem Feldberg am 4. Februar 2017 zog sie sich eine Knorpelverletzung im Knie zu. Diese erwies sich als derart gravierend, dass drei Operationen erforderlich waren. Dadurch verpasste Maier auch die gesamte Saison 2017/18.
In ihrer Comeback-Saison 2018/19 fuhr Maier zweimal unter die besten zehn, bei den Weltmeisterschaften 2019 in Park City auf Platz elf. Im darauf folgenden Winter 2019/20 konnte sie sich mit zwei dritten Plätzen wieder an der Weltspitze etablieren.
Bei den Olympischen Winterspielen 2022 stieß Maier bis ins Finale vor, in dem sie auf Rang vier ins Ziel fuhr. Kurz darauf wurde die drittplatzierte Fanny Smith um einen Rang nach hinten versetzt, da sie Maier während der Fahrt behindert haben soll. Diese Jury-Entscheidung wurde jedoch später revidiert, wodurch die zurückgestufte Konkurrentin Smith doch noch mit der Bronzemedaille ausgezeichnet werden sollte. Da Maier nun wieder den vierten Platz belegen würde, focht der DSV dieses Urteil an. Am 13. Dezember 2022 entschied der Internationale Sportgerichtshof letztinstanzlich, dass sowohl Maier als auch Smith die Bronzemedaille erhalten.
Bei den Weltmeisterschaften 2025 im Engadin konnte sich Maier die Bronzemedaille und damit ihre erste WM-Einzelmedaille sichern.

## Auszeichnungen
- 2022: Silbernes Lorbeerblatt[6]

## Erfolge

### Olympische Winterspiele
- Peking 2022: 3. Skicross.

### Weltmeisterschaften
- Park City 2019: 11. Skicross
- Bakuriani 2023: 7. Skicross, 7. Skicross MIxed-Team (zusammen mit Niklas Bachsleitner)
- Engadin 2025: 3. Skicross, 5. Skicross Mixed-Team (zusammen mit Tobias Müller)

### Weltcupsiege
Maier errang im Weltcup bisher 17 Podestplatzierungen, davon 4 Siege.
| Datum             | Ort         | Land       |
| ----------------- | ----------- | ---------- |
| 8. Dezember 2023  | Val Thorens | Frankreich |
| 20. Dezember 2024 | Innichen    | Italien    |
| 21. Dezember 2024 | Innichen    | Italien    |
| 29. März 2025     | Idre Fjäll  | Schweden   |

Weltcupwertungen:
| Saison  | Gesamt | Gesamt | Skicross | Skicross |
| Saison  | Platz  | Punkte | Platz    | Punkte   |
| ------- | ------ | ------ | -------- | -------- |
| 2015/16 | 69.    | 16,67  | 17.      | 200      |
| 2016/17 | 55.    | 23,46  | 13.      | 305      |
| 2018/19 | 58.    | 21,27  | 13.      | 234      |
| 2019/20 | 28.    | 32,73  | 7.       | 360      |
| 2020/21 |        |        | 20.      | 155      |
| 2021/22 |        |        | 8.       | 358      |
| 2022/23 |        |        | 7.       | 387      |
| 2023/24 |        |        | 14.      | 246      |
| 2024/25 |        |        | 2.       | 915      |

### Europacup
- Saison 2014/15: 2. Skicross-Disziplinenwertung
- 3 Podestplätze, davon 2 Siege

### Juniorenweltmeisterschaften
- Chiesa in Valmalenco 2015: 1. Skicross

### Weitere Erfolge
- ein deutscher Meistertitel (2015)